# Prémios Screen Actors Guild 2021
Os Prémios Screen Actors Guild 2021 (no original em inglês 27th Screen Actors Guild Awards) foi o 27.º evento promovido pelo sindicato americano SAG-AFTRA onde foram premiados os melhores actores e actrizes e também elencos em cinema e televisão de 2020.
A cerimónia de entrega dos prémios foi realizada em 4 de Abril de 2021 no Shrine Auditorium em Los Angeles e transmitida em directo pelas cadeias de televisão TNT e TBS.
Os nomeados nas diversas categorias foram anunciados ao vivo via Instagram em 4 de Fevereiro de 2021 por Lily Collins e Daveed Diggs.

## PrémioScreen Actors Guild Life Achievement
- Não atribuído nesta edição.

## Vencedores e nomeados

### Cinema
| Melhor Actor principal Chadwick Boseman – Ma Rainey's Black Bottom como Levee Green - Anthony Hopkins – The Father como Anthony - Gary Oldman – Mank como Herman J. Mankiewicz - Riz Ahmed – Sound of Metal como Ruben Stone - Steven Yeun – Minari como Jacob Yi | Melhor Actriz principal Viola Davis – Ma Rainey's Black Bottom como Ma Rainey - Amy Adams – Hillbilly Elegy como Beverly "Bev" Vance - Carey Mulligan – Promising Young Woman como Cassandra "Cassie" Thomas - Frances McDormand – Nomadland como Fern - Vanessa Kirby – Pieces of a Woman como Martha Weiss |
| Melhor Actor secundário Daniel Kaluuya – Judas and the Black Messiah como Fred Hampton - Chadwick Boseman – Da 5 Bloods como Norman Earl Holloway - Jared Leto – The Little Things como Albert Sparma - Leslie Odom Jr. – One Night in Miami... como Sam Cooke - Sacha Baron Cohen – The Trial of the Chicago 7 como Abbie Hoffman | Melhor Actriz secundária Youn Yuh-jung – Minari como Soon-ja - Glenn Close – Hillbilly Elegy como Bonnie "Mamaw" Vance - Helena Zengel – News of the World como Johanna Leonberger - Maria Bakalova – Borat Subsequent Moviefilm como Tutar Sagdiyev - Olivia Colman – The Father como Anne                  |
| Melhor Elenco The Trial of the Chicago 7 – Yahya Abdul-Mateen II, Sacha Baron Cohen, Joseph Gordon-Levitt, Michael Keaton, Frank Langella, John Carroll Lynch, Eddie Redmayne, Mark Rylance, Alex Sharp e Jeremy Strong - Da 5 Bloods – Chadwick Boseman, Paul Walter Hauser, Nguyễn Ngọc Lâm, Lê Y Lan, Norm Lewis, Delroy Lindo, Jonathan Majors, Van Veronica Ngo, Johnny Trí Nguyễn, Jasper Pääkkönen, Clarke Peters, Sandy Hương Phạm, Jean Reno, Melanie Thierry e Isiah Whitlock Jr. - Ma Rainey's Black Bottom – Chadwick Boseman, Jonny Coyne, Viola Davis, Colman Domingo, Michael Potts e Glynn Turman - Minari – Noel Kate Cho, Yeri Han, Scott Haze, Alan Kim, Will Patton, Steven Yeun e Youn Yuh-jung - One Night in Miami... – Kingsley Ben-Adir, Beau Bridges, Lawrence Gilliard Jr., Eli Goree, Aldis Hodge, Michael Imperioli, Joaquina Kalukango, Leslie Odom Jr., Lance Reddick e Nicolette Robinson | |
| Melhor Elenco de Duplos Wonder Woman 1984 - Da 5 Bloods - Mulan - News of the World - The Trial of the Chicago 7 | |

### Televisão
| Melhor Actor em mini-série ou filme para televisão Mark Ruffalo – I Know This Much Is True como Dominick e Thomas Birdsey - Bill Camp – The Queen's Gambit como William Shaibel - Daveed Diggs – Hamilton como Marquês de Lafayette / Thomas Jefferson - Ethan Hawke – The Good Lord Bird como John Brown - Hugh Grant – The Undoing como Jonathan Fraser | Melhor Actriz em mini-série ou filme para televisão Anya Taylor-Joy – The Queen's Gambit como Beth Harmon - Cate Blanchett – Mrs. America como Phyllis Schlafly - Kerry Washington – Little Fires Everywhere como Mia Warren - Michaela Coel – I May Destroy You como Arabella Essiedu - Nicole Kidman – The Undoing como Grace Fraser |
| Melhor Actor em série dramática Jason Bateman – Ozark como Martin "Marty" Byrde - Bob Odenkirk – Better Call Saul como Saul Goodman - Josh O'Connor – The Crown como Carlos, Príncipe de Gales - Regé-Jean Page – Bridgerton como Simon Basset, Duque de Hastings - Sterling K. Brown – This Is Us como Randall Pearson | Melhor Actriz em série dramática Gillian Anderson – The Crown como Margaret Thatcher - Emma Corrin – The Crown como Diana, Princesa de Gales - Olivia Colman – The Crown como Rainha Elizabeth II - Julia Garner – Ozark como Ruth Langmore - Laura Linney – Ozark como Wendy Byrde                                                    |
| Melhor Actor em série de comédia Jason Sudeikis – Ted Lasso como Ted Lasso - Dan Levy – Schitt's Creek como David Rose - Eugene Levy – Schitt's Creek como Johnny Rose - Nicholas Hoult – The Great como Pedro III da Rússia - Ramy Youssef – Ramy como Ramy Hassan | Melhor Actriz em série de comédia Catherine O'Hara – Schitt's Creek como Moira Rose - Annie Murphy – Schitt's Creek como Alexis Rose - Christina Applegate – Dead to Me como Jen Harding - Kaley Cuoco – The Flight Attendant como Cassie Bowden - Linda Cardellini – Dead to Me como Judy Hale                                        |
| Melhor Elenco em série dramática The Crown – Gillian Anderson, Marion Bailey, Helena Bonham Carter, Stephen Boxer, Olivia Colman, Emma Corrin, Erin Doherty, Charles Edwards, Emerald Fennell, Tobias Menzies, Josh O'Connor e Sam Phillips - Better Call Saul – Jonathan Banks, Tony Dalton, Giancarlo Esposito, Patrick Fabian, Michael Mando, Bob Odenkirk e Rhea Seehorn - Bridgerton – Adjoa Andoh, Julie Andrews, Lorraine Ashbourne, Jonathan Bailey, Ruby Barker, Jason Barnett, Sabrina Bartlett, Joanna Bobin, Harriet Cains, Bessie Carter, Nicola Coughlan, Kathryn Drysdale, Phoebe Dynevor, Ruth Gemmell, Florence Hunt, Martins Imhangbe, Claudia Jessie, Jessica Madsen, Molly McGlynn, Ben Miller, Luke Newton, Julian Ovenden, Regé-Jean Page, Golda Rosheuvel, Hugh Sachs, Luke Thompson, Will Tilston e Polly Walker - Lovecraft Country – Jamie Chung, Aunjanue Ellis, Jada Harris, Abbey Lee, Jonathan Majors, Wunmi Mosaku, Jordan Patrick Smith, Jurnee Smollett e Michael K. Williams - Ozark – Jason Bateman, McKinley Belcher III, Jessica Frances Dukes, Lisa Emery, Skylar Gaertner, Julia Garner, Sofia Hublitz, Kevin L. Johnson, Laura Linney, Janet McTeer, Tom Pelphrey, Joseph Sikora, Felix Solis, Charlie Tahan e Madison Thompson | |
| Melhor Elenco em série de comédia Schitt's Creek – Chris Elliott, Emily Hampshire, Dan Levy, Eugene Levy, Sarah Levy, Annie Murphy, Catherine O'Hara, Noah Reid, Jennifer Robertson e Karen Robinson - Dead to Me – Christina Applegate, Linda Cardellini, Max Jenkins, James Marsden, Sam McCarthy, Natalie Morales, Diana Maria Riva e Luke Roessler - The Flight Attendant – Kaley Cuoco, Merle Dandridge, Nolan Gerard Funk, Michelle Gomez, Michiel Huisman, Yasha Jackson, Jason Jones, T.R. Knight, Zosia Mamet, Audrey Grace Marshall, Griffin Matthews, Rosie Perez, Terry Serpico e Colin Woodell - The Great – Belinda Bromilow, Sebastian de Souza, Sacha Dhawan, Elle Fanning, Phoebe Fox, Bayo Gbadamosi, Adam Godley, Douglas Hodge, Nicholas Hoult, Louis Hynes, Florence Keith-Roach, Gwilym Lee, Danusia Samal e Charity Wakefield - Ted Lasso – Annette Badland, Phil Dunster, Brett Goldstein, Brendan Hunt, Toheeb Jimoh, James Lance, Nick Mohammed, Jason Sudeikis, Jeremy Swift, Juno Temple e Hannah Waddingham | |
| Melhor Elenco de Duplos The Mandalorian (Disney+) - The Boys (Amazon Prime Video) - Cobra Kai (Netflix) - Lovecraft Country (HBO) - Westworld (HBO) | |